# Charles De Bruycker
Pour les articles homonymes, voir De Bruycker.
Charles De Bruycker (1871-1936) fut un homme politique belge, membre du parti catholique.
Il fut juriste, notaire, conseiller communal, puis bourgmestre de Blicquy (1904-44) et conseiller provincial de la province de Hainaut (1903-19). Il fut sénateur, puis élu député de l'arrondissement Tournai-Ath (1919-32).

## Sources
- 1918-1940: Middenstandsbeweging en beleid in Belgie, Peter Heyman, Univ.Pers, Leuven, 1998.